# イギリスの勲章等

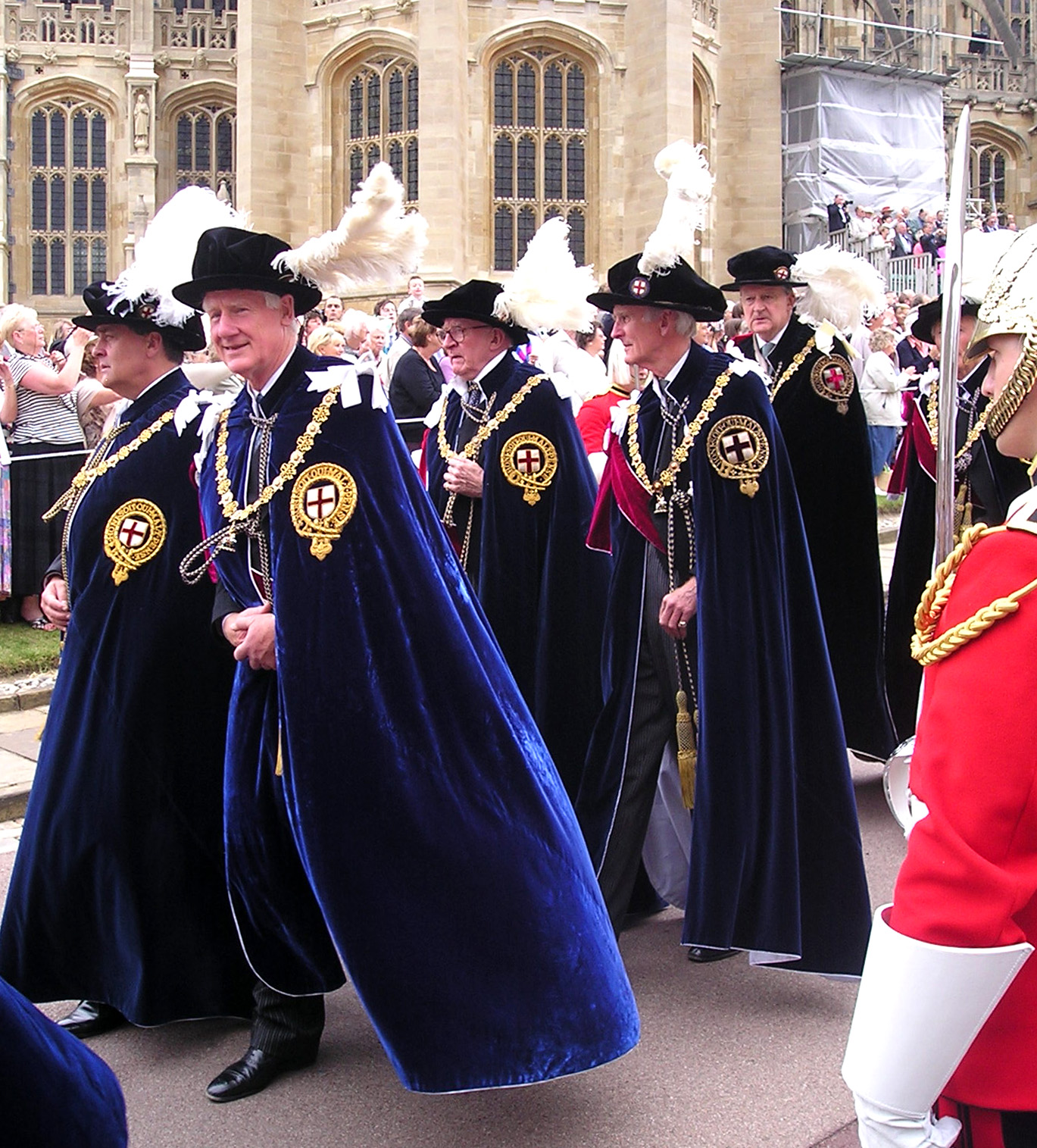
頸飾・副章・マント・帽子を着用したガーター騎士団の正装

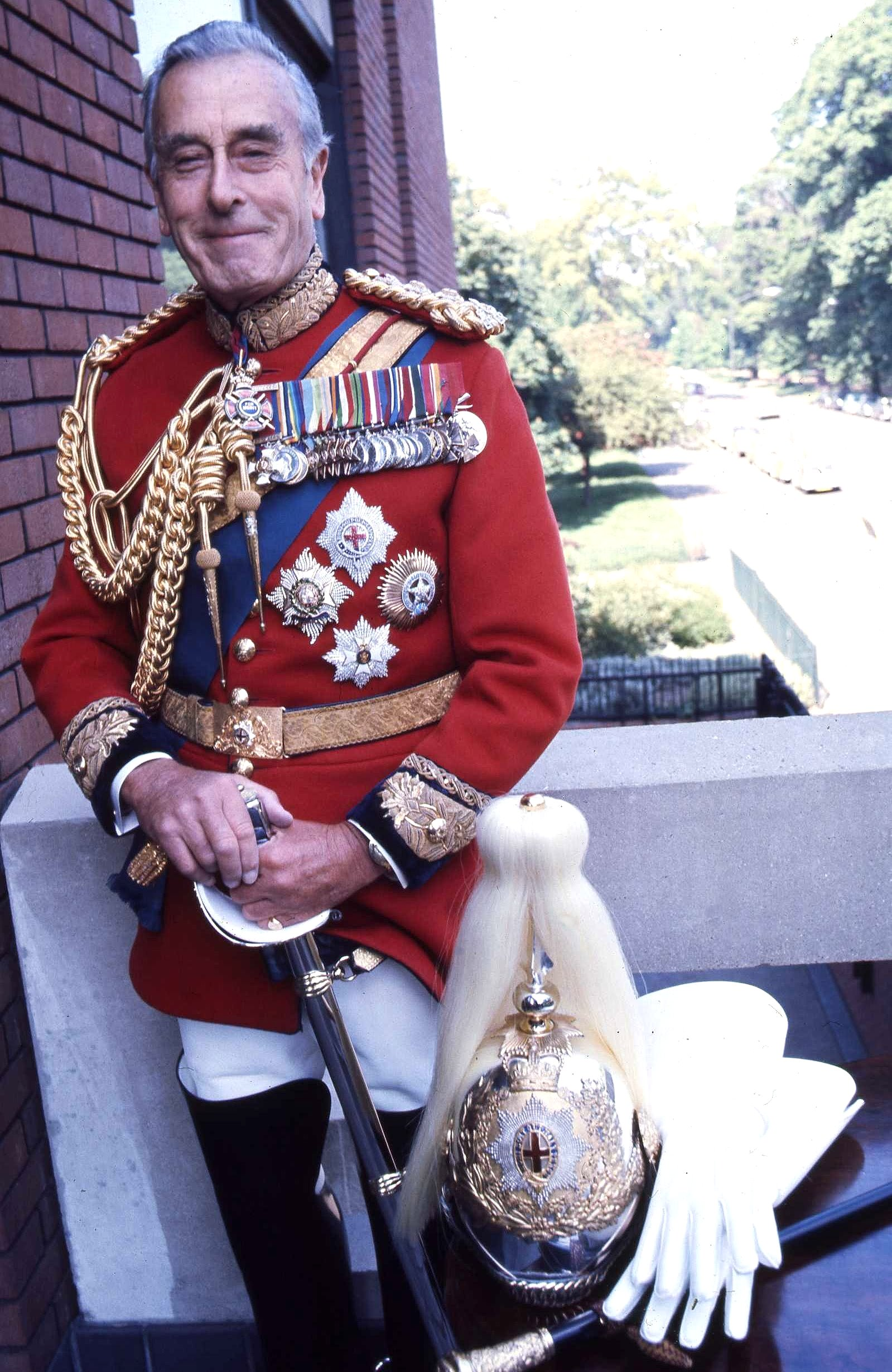
儀式における女王随員を務めるために正装をしたルイス・マウントバッテン伯爵。左肩からガーター勲章の大綬、左肋に同星章（上）、バス勲章ナイト・グランド・クロスの星章（中向かって左）、スター・オブ・インディア勲章ナイト・グランド・コマンダーの星章（中向かって右）、ロイヤル・ヴィクトリア勲章ナイト・グランド・クロスの星章（下）、喉元にメリット勲章、左胸リボンバーの最上位に殊功勲章を着用している。マウントバッテン伯爵はバス勲章ナイト・グランド・クロス受章後下位のメリット勲章を受章している。

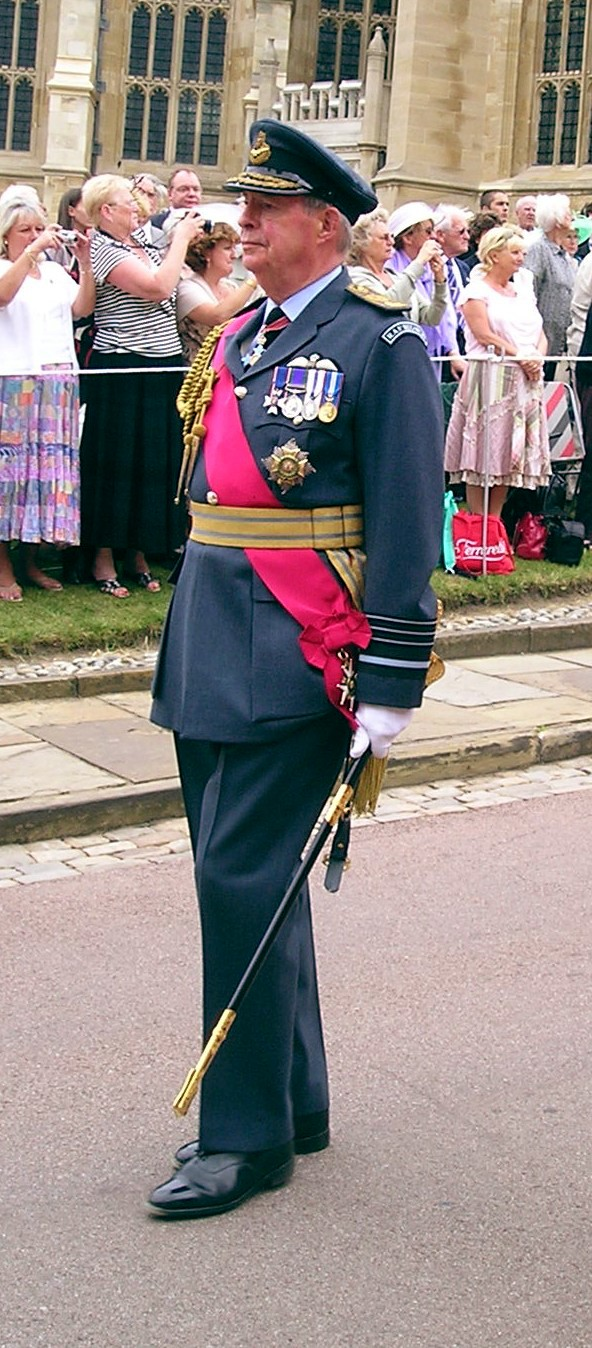
勲章を佩用した空軍将官。右肩からバス勲章ナイト・グランド・クロスの大綬、左肋に同星章、喉元に大英帝国勲章コマンダー章、左胸リボンバーの最上位にロイヤル・ヴィクトリア勲章ルテナント章を着けている。この人物もその後、バス勲章ナイト・グランド・クロスより下位のロイヤル・ヴィクトリア勲章ナイト・コマンダーを受章した。

イギリスの勲章等（イギリスのくんしょうなど）では、イギリスの君主によって与えられる勲章について解説する。
勲章が国家に貢献した者に対して君主あるいは元首によって与えられる褒賞であることから、英国君主を共通の君主とする英連邦王国の国々では、国家への功労者に対してもイギリスの勲章が授与される。その一方で、各国の事情や受章者枠の関係から、イギリスの勲章に代わるもの、あるいはその国独自の章も制定されている。受章者枠の関係では、シッスル勲章や聖パトリック勲章の制定も、イングランドのガーター勲章に対してスコットランドとアイルランドの受章者枠を確保することが大きな理由の一つである。

## 概要
イギリスの勲章は騎士団を形成するオーダー (Order) と形成しないデコレーション (Decoration) に分けられ、デコレーションにはクロス (Cross) やメダル (Medal) 、名称が“〜Decoration”となっているものがある。オーダーの内、大英帝国勲章ナイト・コマンダー以上でメリット勲章とコンパニオンズ・オブ・オーナー勲章を除く勲章の受章者がナイト爵に叙される。
Orderには騎士団と勲位双方の意味があり、現在でも騎士団的な要素が強いため騎士団と訳す方が適当な場合もあるが、一般的にはこれらも勲章と訳されている。現在においても叙勲された人物を「（その騎士団名の）騎士」と呼んでいる（例えばガーター騎士Knights of the Garter。女性に対してはDameを使う）。以上のようにオーダーは騎士団員の証しであることから、オーダーが死後叙勲されることはない。

## 現行の勲章
1993年に栄典制度の改正が行われた。主な改正点は、軍人用のデコレーション等の授与条件から階級が撤廃されたことであり、将校のみとされていた章が全階級に授与されるようになった。それに伴い、下士官・兵専用の章の多くが廃止された。

### オーダー
ガーター勲章 Order of the Garter
イングランドの勲章であるとともに、連合王国で最高位の勲章である。大綬の色からブルーリボンとも呼ばれる。ガーター騎士団の創設時期には諸説あり、1344年あるいは1348年ともいわれている。騎士団の記章にガーターが取り入れられているのが特徴で、章はガーターの他に頸飾とその記章、星章及び大綬章から構成されており、星章と大綬章の記章にも青いガーターがかたどられている。騎士団の正装としてマントと帽子及びフードが定められている。外国人では原則としてキリスト教徒の君主のみが対象となっており、例外としてイギリスと特別な関係にある非キリスト教君主制国家の君主に対しても贈られる。日本では明治天皇以降歴代天皇が受章しているが、現在存命中の叙勲者で非キリスト教徒は明仁上皇及び徳仁天皇のみである。
シッスル勲章 Order of the Thistle
スコットランドの勲章であり、連合王国においてはガーター勲章に次ぐ勲章である。大綬の色からグリーンリボンとも呼ばれる。頸飾とその記章、星章及び大綬章から構成されており、アザミがデザインされている。ガーター勲章と同様に騎士団の正装としてマントと帽子及びフードが定められている。ガーター勲章がイングランド人以外の連合王国民や外国元首にも贈られるのに対し、シッスル勲章はスコットランド人の血を引く者以外に授与されることはほとんどない。
バス勲章 Order of the Bath
バス騎士団の創設は1399年であるが、勲章が制定されたのは1725年である。当初は単一等級であったが、1815年に3等級が設けられるとともに、文民用と軍人用に分けられ、デザインも異なるものとなった。綬の色からレッドリボンとも呼ばれている。軍人用は高級将校、文民用は高級官僚が主な授与対象であり、重要な役職を務めた功績に対して与えられる。外国人に対しては、共和国の大統領等政府首脳級の政治家に最上級勲章が贈られる。日本人では伊藤博文が最初に受章した。
メリット勲章 Order of Merit
1902年にエドワード7世により、プロイセン王国のプール・ル・メリット勲章に倣って制定された。単一等級で、プール・ル・メリット勲章と同様に文民部門と軍人部門があり、文民部門は日本の文化勲章に相当する。一方、文民部門は政治家にも授与され、首相経験者がガーター勲章を受ける前に授与される勲章という位置付けでもあることがそれらの勲章と異なる点である。騎士団の定員は軍民合わせて24人であるが、軍人に授与されることは少なく、現在の団員は全員文民である。ガーター勲章やシッスル勲章は身分、バス勲章は地位や役職が授与基準になっているのに対し、この勲章は功績が基準とされている。そのため、王族の受章者は他のオーダーと比べて少ない。日本人では山縣有朋、大山巌、東郷平八郎が受章している。序列がバス勲章ナイト・グランドクロスと聖マイケル・聖ジョージ勲章ナイト・グランドクロスの間に位置するほど高いにもかかわらず、受章者がナイト爵に叙されないため、英連邦王国において爵位を認めていない国の中には最高勲章としている国もある。
聖マイケル・聖ジョージ勲章 Order of St Michael and St George
1818年にジョージ4世により制定された。3等級があり、自国とイギリスに駐在する他国の外交官及びイギリス連邦諸国の行政官が主な対象となっている。日本人では松方正義が最初に受章している。
ロイヤル・ヴィクトリア頸飾 Royal Victorian Chain
ロイヤル・ヴィクトリア勲章の等級外の別格な勲章として1902年、エドワード7世により制定された。ロイヤル・ヴィクトリア勲章の上位とされているため、受章者は主に王族である。君主と血縁関係にある外国の王族にも贈られる。別格な勲章であるため、最高勲章であるはずのガーター勲章を受章した後に授与される場合もある。外国人に対しては、即位して日が浅いキリスト教徒の君主や非キリスト教徒の君主に対して贈られる。特別な関係の国に対しては君主以外の王族にも贈られる場合があり、日本でも高松宮宣仁親王と秩父宮雍仁親王が皇弟の身分で授与されている。
ロイヤル・ヴィクトリア勲章 Royal Victorian Order
1869年にヴィクトリア女王により制定された。5等級があり、等級外として1等級の上に頸飾、5等の下にメダルがある。君主個人への貢献が授与基準である。ロイヤル・ヴィクトリア頸飾が制定されるまでは即位して日が浅いキリスト教徒の君主や非キリスト教徒の君主に対して1等級が贈られていた。日本人では昭和天皇と明仁上皇が皇太子時代に授与されており、その他にも東郷平八郎らが受章している。
大英帝国勲章 Order of the British Empire
5等級があり、等級外として下位に同名のメダルがある。叙勲対象や授与基準は幅広く、現在最も多く授与される勲章である。外国人への叙勲は、イギリスに対して貢献があった者に対して外務大臣の推薦により行われる。そのため、イギリスに工場を作った日本企業の経営者も数多く受章している。
コンパニオン・オブ・オナー勲章 Order of the Companions of Honour
授与対象等の性格がメリット勲章と似ており、メリット勲章の下に位置する勲章とされている。メリット勲章受章者の多くはそれ以前にこの勲章を受章している。序列は大英帝国勲章ナイト・グランドクロスとバス勲章ナイト・コマンダーの間に位置するが、受章者はナイト爵に叙されない。
殊功勲章 Distinguished Service Order
殊勲勲章と訳されることもあるが、ディスティンギッシュト・サービス・メダルが殊勲勲章と訳されている場合もある。抜群の戦果を挙げたイギリス及びイギリス連邦諸国の全軍の将校、あるいは戦時に海軍へ徴用された商船の士官へ授与される。ミリタリー・クロスやディスティンギッシュト・サービス・クロス等が前線での武勲に対して贈られるのに対し、殊功勲章の場合、授与条件である“戦果”には寄与の形態に関する条件がなく、あらゆる任務に対して贈られる。そのため、優れた指揮官が多く受章している。1993年の栄典制度改正により、“将校”の条件は撤廃され、下士官・兵も受章できるようになったが、功績の条件が「敵前における優れたリーダーシップ」となったため、実際の受章者はほとんどが上級将校である。一方、従来この章が授与されていたケースで、“リーダーシップ”の条件に該当しない功績に対応するために、コンスピキュアス・ギャラントリー・クロスが制定された。

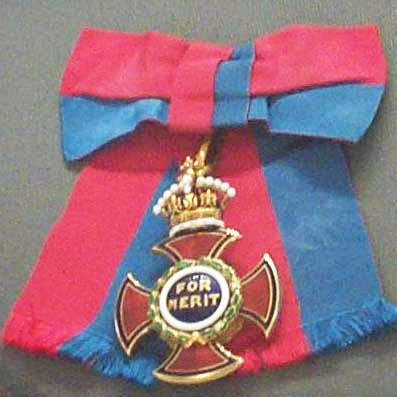
メリット勲章（文民用）
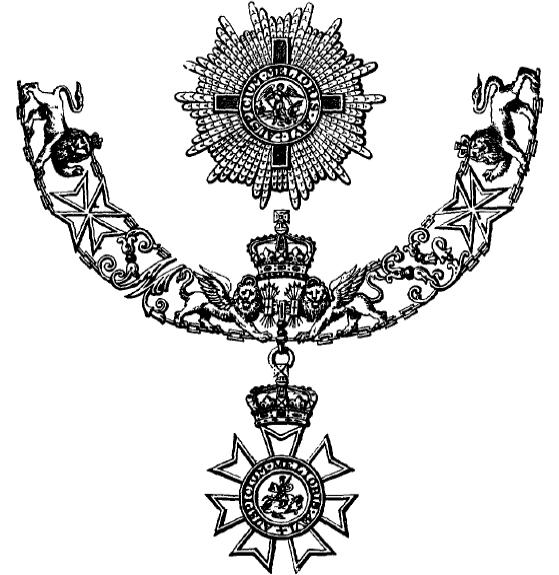
聖マイケル・聖ジョージ勲章頸飾
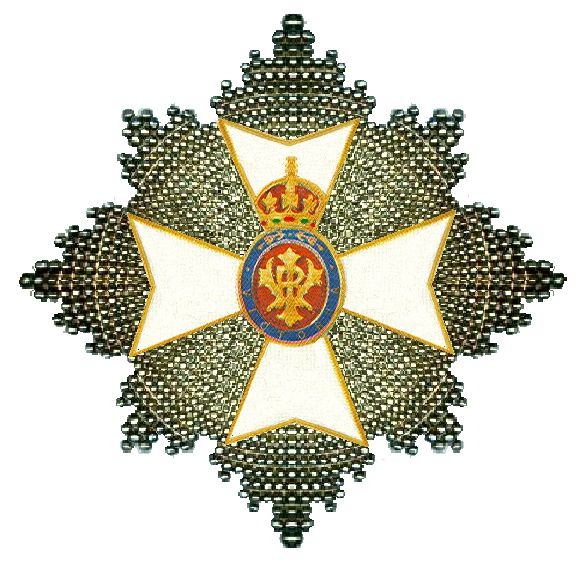
ロイヤル・ヴィクトリア勲章グランドクロス星章
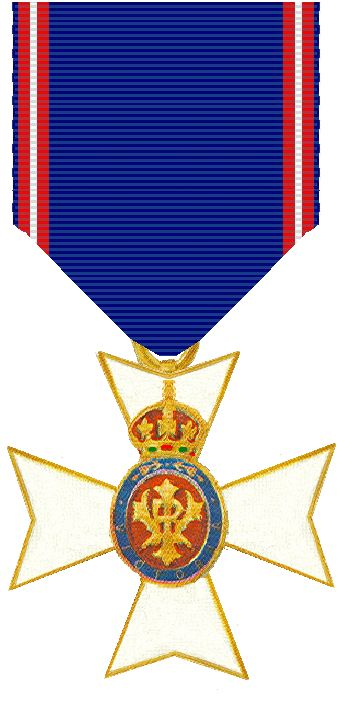
ロイヤル・ヴィクトリア勲章Lieutenant章
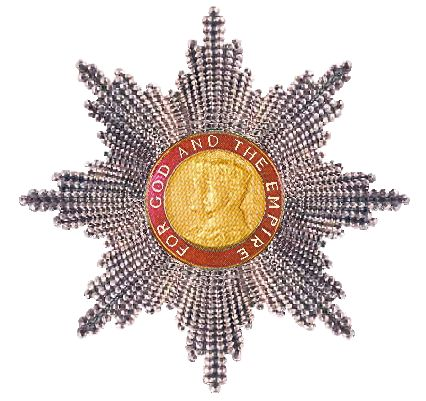
大英帝国勲章ナイト・グランドクロス星章
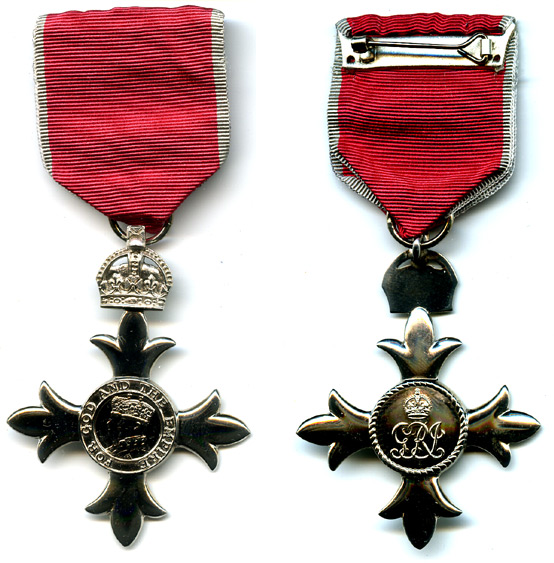
大英帝国勲章メンバー章
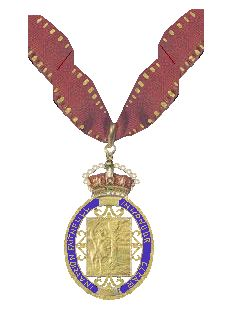
コンパニオンズ・オブ・オーナー勲章
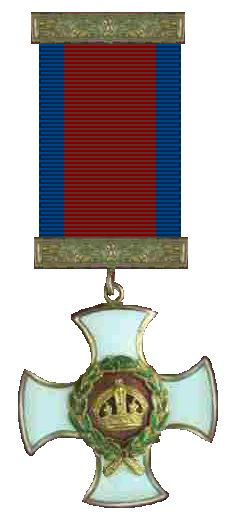
殊功勲章

### デコレーション

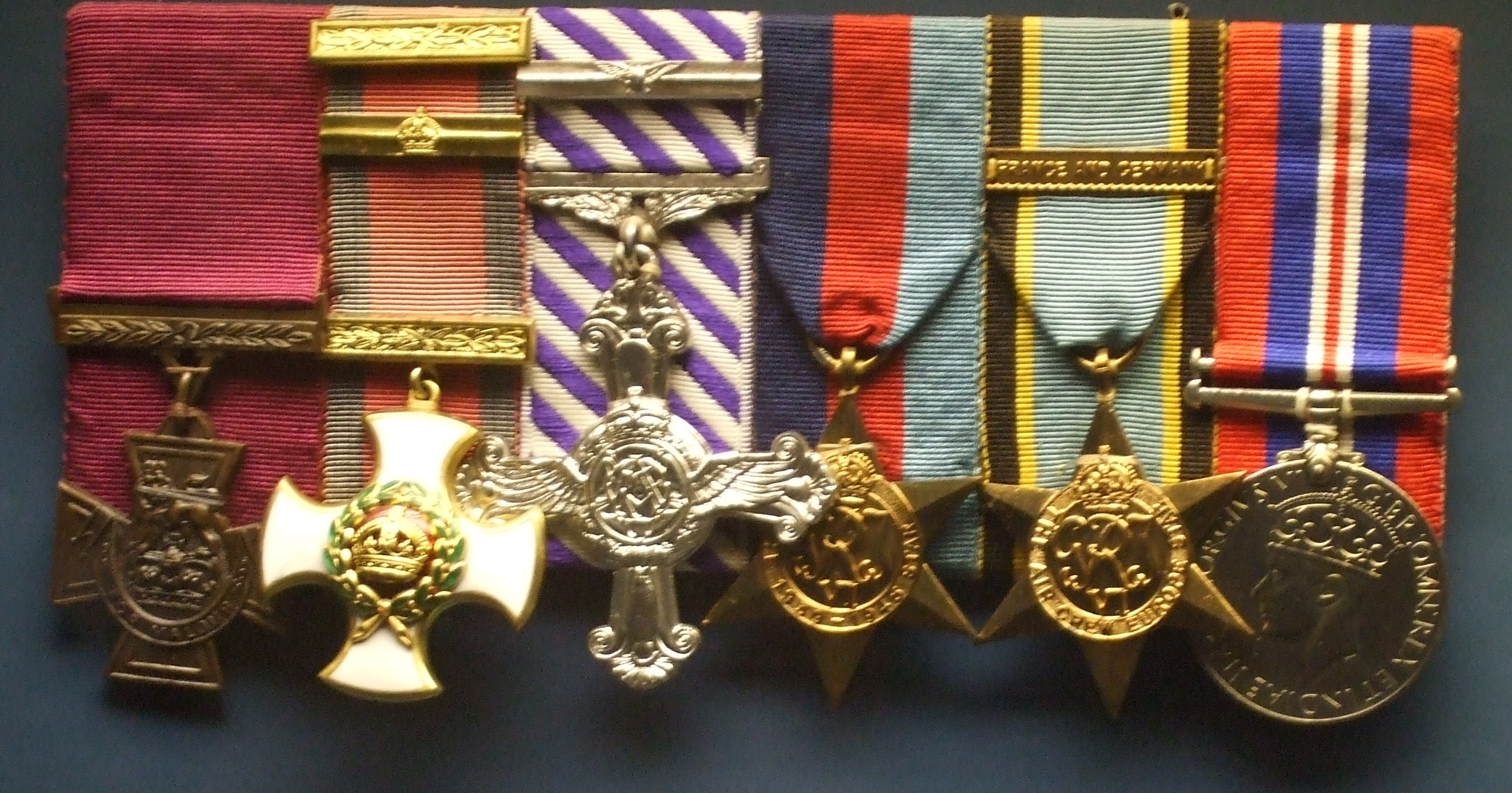
ヴィクトリア十字章受章者ガイ・ギブソンのメダルバー。左端（最上位）にヴィクトリア十字章、次いで殊功勲章、ディスティンギッシュト・フライング・クロス、2個の戦線従軍章、最後尾に第二次世界大戦の従軍記章が並ぶ。

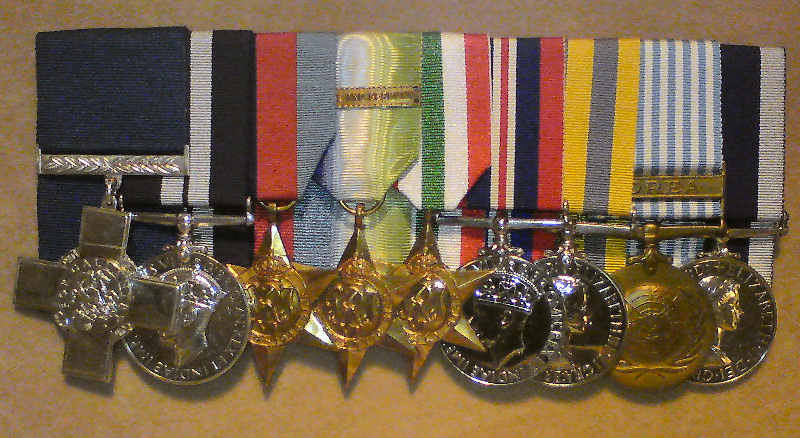
ジョージ・クロスを受章したオーストラリア海軍下士官（元イギリス海軍兵士）のメダルバー。ジョージ・クロスの次に第二次世界大戦中のイギリス海軍時代に受章したディスティンギッシュト・サービス・メダルと3個の戦線従軍章、第二次世界大戦の従軍記章、オーストラリア海軍所属となった後に従軍した2個の朝鮮戦争に関する従軍記章、最後尾に永年勤続章が並ぶ。

ヴィクトリア十字章 Victoria Cross
“敵前において勇気を示した”兵士にのみ与えられる、最も受章が難しい勲章の一つとされる。
ジョージ・クロス George Cross
イギリス国内が空襲に見舞われ、一般市民もその危険にさらされていた第二次世界大戦中の1940年に、“銃後の守り”における“勇敢な行為”を称えるために制定された。授与対象は“敵前ではない場所での勇気ある行為”とされ、自らの危険を顧みずに人命を救助した者や大事故を防いだ者に与えられる。“市民のヴィクトリア十字章”とも呼ばれているが、軍人でも勇気を示したのが敵前ではない場合、この勲章が授与される。その代表的なものが不発弾処理であり、その任に当たる将兵の勇敢さに報いるに相応しい勲章がなかったことが、この章の制定されるきっかけになった。
ジョージ・メダル George Medal
ジョージ・クロスの下位に位置する章で、授与基準がジョージ・クロス程厳しくなく、広く授与されている。
コンスピキュアス・ギャラントリー・クロス Conspicuous Gallantry Cross
1993年の栄典制度改正により制定された。この改正により、殊功勲章は「敵前における優れたリーダーシップ」が対象となり、従来“勇敢な行為”によって同章が授与されていたケースに対してはコンスピキュアス・ギャラントリー・クロスが授与されることになった。“敵前において勇気を示した”という授与条件から、ヴィクトリア十字章の直接下位の章とされている。
殊勲十字章 Distinguished Service Cross
殊勲十字勲章とも訳される。殊功勲章に相当する程の功績ではないが、戦闘海域において抜群の武勲を挙げた中佐以下の将校に贈られる。当初はイギリス及びイギリス連邦諸国の海軍及び海兵隊将校のみが対象だったが、第二次世界大戦中に拡大され、海軍へ徴用された商船の士官や海上任務の陸・空軍将校へも授与されるようになった。これらに相当する外国士官へも贈られた。1993年には下士官・兵も受章できるようになった。
ミリタリー・クロス Military Cross
武功十字章の訳が見られる。陸上戦闘における殊勲十字章に相当する武功章。前線において抜群の武勲を挙げた陸軍将校、あるいは陸上戦闘で同様の功績があった海・空軍及び海兵隊将校へ贈られる。対象者の階級は准尉以上で、上限は大尉又は戦時昇進の少佐とされていたが、1993年には下士官・兵も受章できるようになった。
ディスティンギッシュト・フライング・クロス Distinguished Flying Cross
殊勲飛行十字章の訳が見られる。航空戦闘におけるディスティンギッシュト・サービス・クロスに相当する武功章。航空作戦において抜群の武勲を挙げた空軍将校及び准士官、あるいは同様の功績があった陸・海軍将校及び准士官へ贈られていた。1993年には下士官・兵も受章できるようになった。
エアフォース・クロス Air Force Cross 
航空作戦におけるディスティンギッシュト・フライング・クロスの下位に位置する武功章。敵との交戦以外の空中での任務において殊勲のあった空軍将校及び准士官、あるいは同様の功績があった陸・海軍将校及び准士官へ贈られていた。1993年には下士官・兵も受章できるようになった。
ディッキンメダル Dickin Medal
動物専用の勲章であり、人間には授与されない。

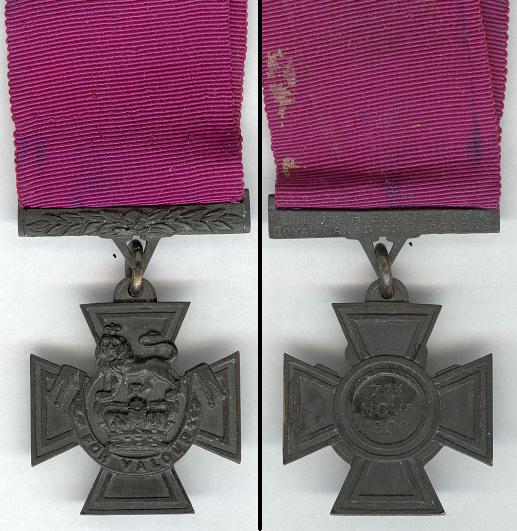
ヴィクトリア十字章
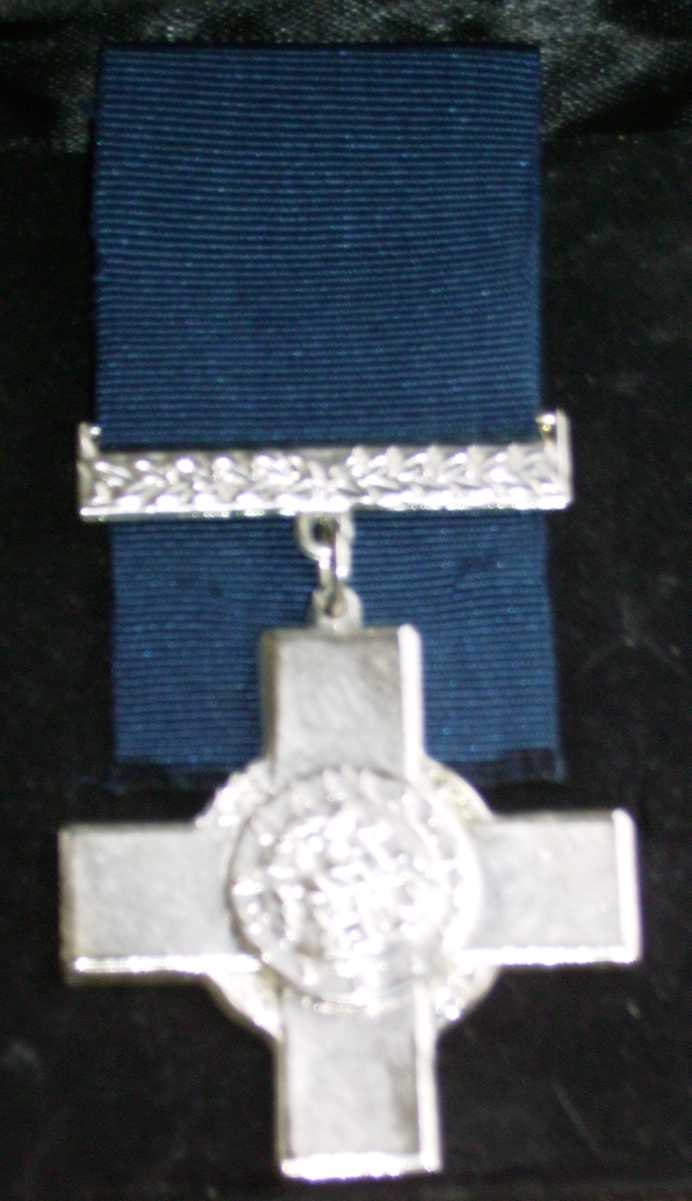
ジョージ・クロス
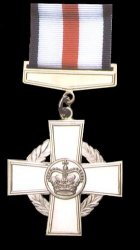
コンスピキュアス・ギャラントリー・クロス
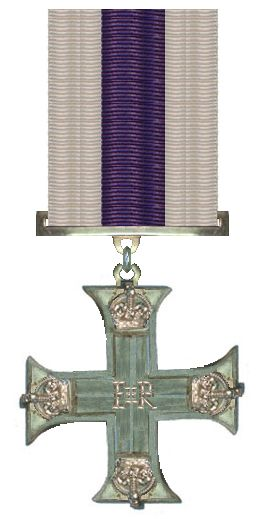
ミリタリー・クロス
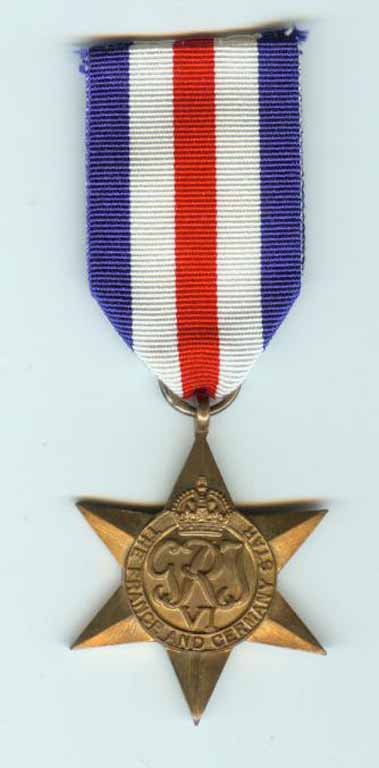
従軍記章（第二次大戦ヨーロッパ戦線）
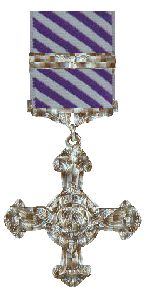
ディスティンギッシュト・フライング・クロス
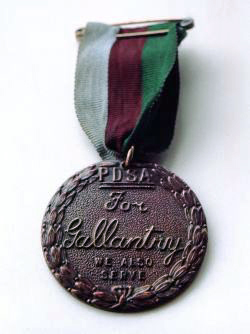
ディッキンメダル

## 廃止あるいは運用休止中の勲章

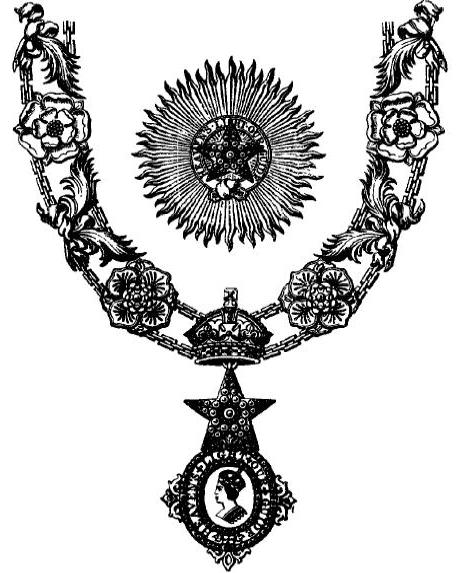
スター・オブ・インディア勲章

### 廃止・運用休止中のオーダー
聖パトリック勲章 Order of St. Patrick
アイルランドの勲章であり、連合王国においてはシッスル勲章に次ぐ勲章であった。アイルランド自由国成立後は3人の王族が第二次世界大戦前に叙勲されたのみで、現在のアイルランド共和国になってからは英愛関係の悪化懸念もあり叙勲者がなく、騎士団員も全て故人となっている。ただしアイルランドの世論では英愛共同の勲章として復活させるべしという意見もある。アイルランドの国章である三つ葉のクローバーがデザインされている。
スター・オブ・インディア勲章 Order of the Star of India
イギリスがインドを直接統治下に置いた時代、インド向けの勲章が制定されたが、その中で最高の勲章。インドの独立に伴い廃止された。

### 廃止・運用休止中のデコレーション

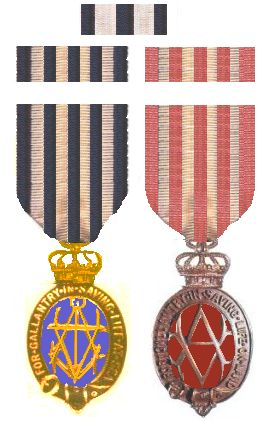
アルバート・メダル
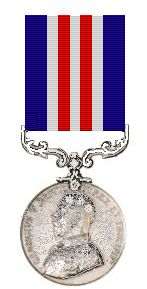
ミリタリー・メダル

アルバート・メダル Albert Medal
人命救助の功に対して贈られる。日本の紅綬褒章に相当するが、軍人や警察官、消防官等の公務員にも授与される。1971年、ジョージ・クロスに置換えられ、存命していた受章者の章はジョージ・クロスと交換された。
エンパイア・ギャランティー・メダル Empire Gallantry Medal
ジョージ・クロス制定により廃止され、存命していた受章者の章はジョージ・クロスと交換された。
ディスティンギッシュト・サービス・メダル Distinguished Service Medal
殊勲章あるいは殊勲勲章と訳されることもある。戦闘海域において抜群の武勲を挙げた下士官・兵に贈られる。対象は当初イギリス及びイギリス連邦諸国の海軍及び海兵隊の下士官・兵のみが対象だったが、第二次世界大戦中に拡大され、海軍へ徴用された商船乗組員や海上任務の陸・空軍の下士官・兵へも授与されるようになった。また、これらに相当する外国人へも贈られた。1993年に廃止され、下士官・兵も殊勲十字章を受けられるようになった。
ミリタリー・メダル Military Medal
武勲勲章の訳が見られる。陸上戦闘におけるディスティンギッシュト・サービス・メダルに相当する武功章。前線において抜群の武勲を挙げた陸軍の下士官・兵、あるいは陸上戦闘で同様の功績があった海・空軍及び海兵隊の下士官・兵へ贈られる。1993年に廃止され、下士官・兵もミリタリー・クロスを受けられるようになった。
ディスティンギッシュト・フライング・メダル Distinguished Flying Medal
航空戦闘におけるディスティングィッシュト・サービス・メダルに相当する武功章。航空作戦において抜群の武勲を挙げた空軍の下士官・兵、あるいは同様の功績があった陸・海軍の下士官・兵へ贈られる。1993年に廃止され、下士官・兵もディスティンギッシュト・フライング・クロスを受けられるようになった。
エアフォース・メダル Air Force Medal
航空作戦におけるディスティンギッシュト・フライング・メダルの下位に位置する武功章。敵との交戦以外の空中での任務において殊勲のあった空軍の下士官・兵、あるいは同様の功績があった陸・海軍の下士官・兵へ贈られる。1993年に廃止され、下士官・兵も空軍十字章を受けられるようになった。
- アルバート・メダル
- ミリタリー・メダル

## カナダ
カナダ勲章 Order of Canada
民間人に与えられる勲章としては最高位で、上から順に次の3ランクがある。
- コンパニオン (Companions of the Order of Canada、C.C.)
- オフィサー (Officers of the Order of Canada、O.C.)
- メンバー (Members of the Order of Canada、C.M.)

### ケベック州
ケベック国家勲章 National Order of Quebec
- Grand Officer (grand officier/grande officière; GOQ)  グランド・オフィサー （グラン・オフィシエ（男性）/グラン・オフィシエール（女性））
- Officer (officier/officière; OQ)  オフィサー（オフィシエ（男性）/オフィシエール（女性））
- Knight (chevalier/chevalière; CQ)  ナイト（シュヴァリエ（男性）/シュヴァリエール（女性）））

## オーストラリア
オーストラリア勲章 Order of Australia
民間人、軍人双方に与えられ、上から順に次のランクがある。
- ナイト又はデイム (Knight/Dame of the Order of Australia, AK or AD)
- コンパニオン (Companions of the Order of Australia, AC)
- オフィサー (Officers of the Order of Australia, AO)
- メンバー (Members of the Order of Australia, AM)
- メダル (Medal of the Order of Australia, OAM)（1986年 - ）

## ニュージーランド
ニュージーランド勲章
ニュージーランド国王より授与されるニュージーランド最高位の勲章。ニュージーランド国王とニュージーランドに対して最大の貢献を行った者に贈られる勲章。
女王功績勲章
軍人及び軍関係者を除く者に贈られる勲章。ニュージーランド国王とニュージーランドに対して多大な貢献した人物（外国人を含む）に贈られる勲章。
ニュージーランド・メリット勲章
ニュージーランド国王とニュージーランドに貢献した人物に対して贈られる勲章。スポーツ、文芸、芸術を含む全ての領域から受勲者（外国人を含む）が選ばれ一般的知名度の高い勲章。

## 勲章等の序列
ロンドン・ガゼットによるイギリスの勲章等を佩用する際やポスト・ノミナル・レターズを列記する際の序列は以下の通りである。同布告には1993年より前に廃止され、現役の受章者が存在するとは思われない勲章等もリストアップされているが、ここでは省略した。授与基準は英王室公式サイト、英陸軍公式サイトによる。
| 名称・等級                                                                                     | ポスト・ノミナル・レターズ |
| ---------------------------------------------------------------------------------------------- | -------------------------- |
| ヴィクトリア十字章 (Victoria Cross)                                                            | VC                         |
| ジョージ・クロス (George Cross)                                                                | GC                         |
| ガーター勲章 (Order of the Garter)                                                             | KG / LG                    |
| シッスル勲章 (Order of the Thistle)                                                            | KT / LT                    |
| バス勲章 (Order of the Bath)ナイト（デイム）・グランドクロス                                   | GCB                        |
| メリット勲章 (Order of Merit)                                                                  | OM                         |
| 聖マイケル・聖ジョージ勲章 (Order of St Michael and St George)ナイト（デイム）・グランドクロス | GCMG                       |
| ロイヤル・ヴィクトリア勲章 (Royal Victorian Order)ナイト（デイム）・グランドクロス             | GCVO                       |
| 大英帝国勲章 (Order of the British Empire)ナイト（デイム）・グランドクロス                     | GBE                        |
| コンパニオンズ・オブ・オナー勲章 (Order of the Companions of Honour)                           | CH                         |
| バス勲章ナイト（デイム）・コマンダー                                                           | KCB / DCB                  |
| 聖マイケル・聖ジョージ勲章ナイト（デイム）・コマンダー                                         | KCMG / DCMG                |
| ロイヤル・ヴィクトリア勲章ナイト（デイム）・コマンダー                                         | KCVO / DCVO                |
| 大英帝国勲章ナイト（デイム）・コマンダー                                                       | KBE / DBE                  |
| バス勲章コンパニオン                                                                           | CB                         |
| 聖マイケル・聖ジョージ勲章コンパニオン                                                         | CMG                        |
| ロイヤル・ヴィクトリア勲章コマンダー                                                           | CVO                        |
| 大英帝国勲章コマンダー                                                                         | CBE                        |
| 殊功勲章 (Distinguished Service Order)                                                         | DSO                        |
| ロイヤル・ヴィクトリア勲章ルテナント                                                           | LVO                        |
| 大英帝国勲章オフィサー                                                                         | OBE                        |
| ロイヤル・ヴィクトリア勲章メンバー                                                             | MVO                        |
| 大英帝国勲章メンバー                                                                           | MBE                        |
| コンスピキュアス・ギャラントリー・クロス (Conspicuous Gallantry Cross)                         | CGC                        |
| ロイヤル・レッドクロス1等 (Royal Red Cross (Class I))                                          | RRC                        |
| ディスティンギッシュト・サービス・クロス (Distinguished Service Cross)                         | DSC                        |
| ミリタリー・クロス (Military Cross)                                                            | MC                         |
| ディスティンギッシュト・フライング・クロス (Distinguished Flying Cross)                        | DFC                        |
| エアフォース・クロス (Air Force Cross)                                                         | AFC                        |
| ロイヤル・レッドクロス2等 (Royal Red Cross (Class II) )                                        | ARRC                       |
| ディスティンギッシュト・コンダクト・メダル (Distinguished Conduct Medal)                       | DCM                        |
| コンスピキュアス・ギャラントリー・メダル (Conspicuous Gallantry Medal)                         | CGM                        |
| ジョージ・メダル (George Medal)                                                                | GM                         |
| ディスティンギッシュト・サービス・メダル (Distinguished Service Medal)                         | DSM                        |
| ミリタリー・メダル (Military Medal)                                                            | MM                         |
| ディスティンギッシュト・フライング・メダル (Distinguished Flying Medal)                        | DFM                        |
| エアフォース・メダル (Air Force Medal)                                                         | AFM                        |
| シー・ギャラントリー・メダル (Sea Gallantry Medal)                                             | SGM                        |
| クィーンズ・ギャラントリー・メダル (Queen's Gallantry Medal)                                   | QGM                        |
| ロイヤル・ヴィクトリアメダル (Royal Victorian Medal)                                           | RVM                        |
| 大英帝国メダル (British Empire Medal)                                                          | BEM                        |
| 各種従軍章                                                                                     | 無し                       |
| エリザベス2世女王シルバージュビリーメダル (Queen Elizabeth II Silver Jubilee Medal)            | 無し                       |
| エリザベス2世女王ゴールデンジュビリーメダル (Queen Elizabeth II Golden Jubilee Medal)          | 無し                       |
| メリトリアス・サービスメダル (Meritorious Service Medal)                                       | MSM                        |
| ロングサービス･アンド･グッドコンダクトメダル (Long Service and Good Conduct Medal)             | 無し                       |